# Lagarde-Paréol
Lagarde-Paréol ist eine französische Gemeinde mit 321 Einwohnern (Stand 1. Januar 2022) im Nordwesten des Départements Vaucluse in der Region Provence-Alpes-Côte d’Azur. Lagarde-Paréol gehört zum Arrondissement Carpentras und zum Kanton Bollène. Die Einwohner werden Paréolais(es) genannt.

## Geografie
Lagarde-Paréol liegt in der Provence im Norden der Vaucluse an der Grenze zum Département Drôme. Umgeben wird Lagarde-Paréol von den Nachbargemeinden Rochegude im Norden und Nordwesten, Sainte-Cécile-les-Vignes im Osten, Sérignan-du-Comtat im Süden sowie Uchaux im Westen und Südwesten.
Die Weinbaugebiete Côtes du Rhône und Côtes du Rhône Villages reichen in das Gemeindegebiet hinein. Hier wird Rotwein unter der Appellation d’Origine Contrôlée Côtes du Rhône Villages Massif d’Uchaux produziert.

## Bevölkerungsentwicklung
| Jahr          | 1962 | 1968 | 1975 | 1982 | 1990 | 1999 | 2006 | 2011 |
| ------------- | ---- | ---- | ---- | ---- | ---- | ---- | ---- | ---- |
| Einwohner     | 116  | 130  | 135  | 255  | 279  | 297  | 274  | 304  |
| Quelle: INSEE |      |      |      |      |      |      |      |      |

## Sehenswürdigkeiten

Kirche Saint-Antoine

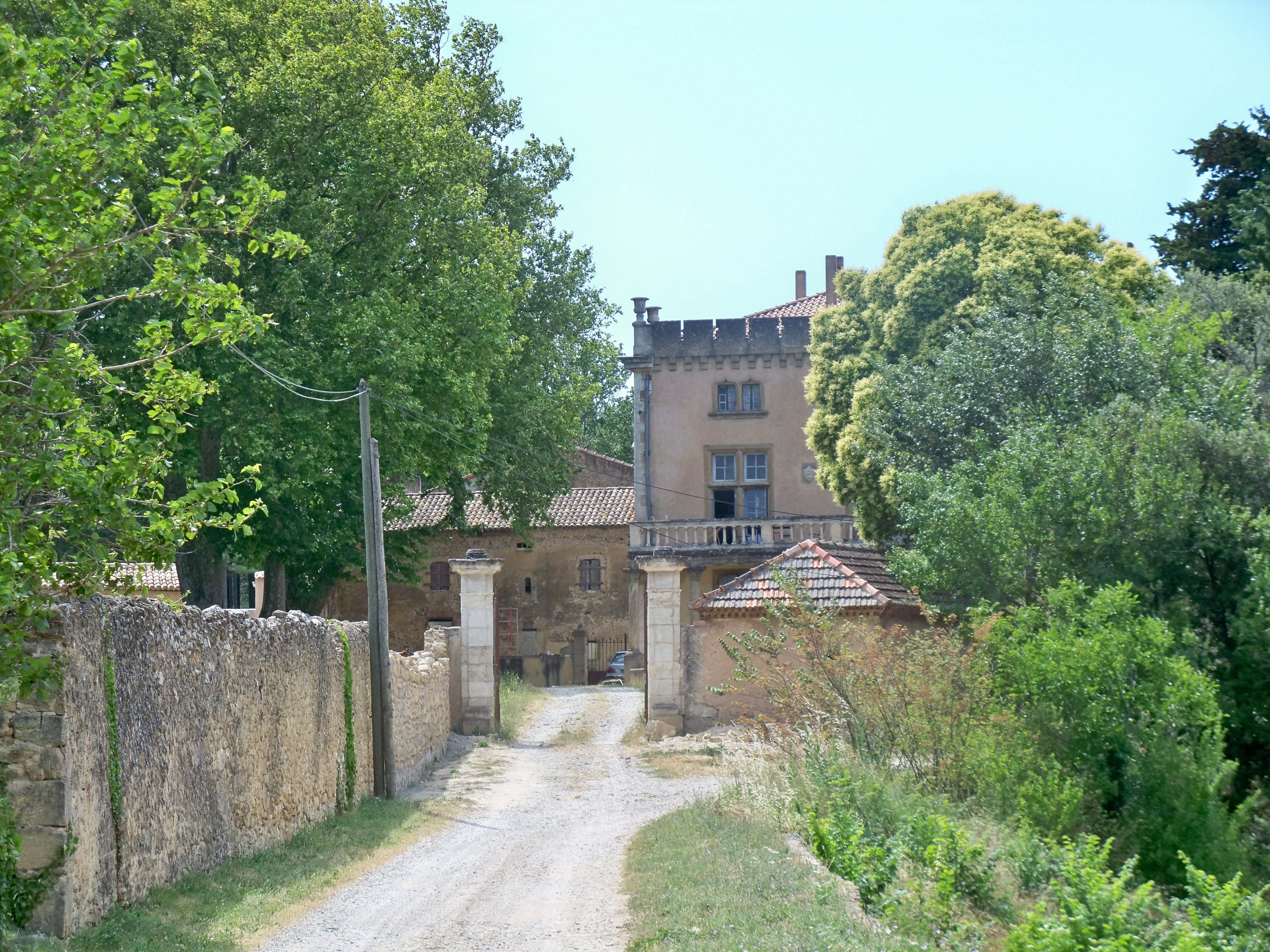
Schloss Fonsalette

- Kirche Saint-Antoine
- Schloss Fonsalette
- Schloss Saint-Pierre